# 스틸리아노스 고나타스

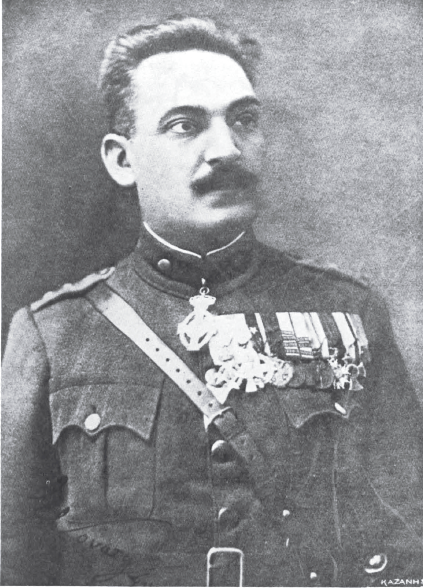

스틸리아노스 고나타스(그리스어: Στυλιανός Γονατάς, 1876년 ~ 1966년)는 그리스의 장군이자 총리였다. 1922년, 엘레프테리오스 베니젤로스파(派)에 있던 니콜라오스 플라스티라스와 함께 군사 정변을 일으켰다.

## 같이 보기
- 코르푸섬 사건